# Svängsta
Svängsta är en tätort i Karlshamns kommun i Blekinge län.

## Historia
I Mörrumsån fanns här en plats för att svänga sina hästar, det vill säga låta dem simma och svalka av sig, under den långa resan upp mot Småland. Denna plats kom sedan att kallas Svänge-stan och samhället sattes på kartan i juli 1874 då den smalspåriga järnvägen mellan Karlshamn och Vislanda öppnades. 
Henning Hammarlund var sedermera på genomresa genom landet för att hitta en plats att starta sin urfabrik. Han kom till Svängsta och lade grunden för Halda-fabriken som tillverkade fickur, och som senare och efter ombildningar övergick till att bland annat tillverka skrivmaskiner. Carl August Borgström var en av fabriksarbetarna som under de svåra åren för Halda-fabriken öppnade en ny urfabrik i samhället (AB Urfabriken) som senare utvecklade spinnrullen för sportfiske som än i dag säljs under namnet Abu Garcia.

### Befolkningsutveckling
| Befolkningsutvecklingen i Svängsta 1960–2020 | Befolkningsutvecklingen i Svängsta 1960–2020 | Befolkningsutvecklingen i Svängsta 1960–2020 | Befolkningsutvecklingen i Svängsta 1960–2020 | Befolkningsutvecklingen i Svängsta 1960–2020 |
| -------------------------------------------- | -------------------------------------------- | -------------------------------------------- | -------------------------------------------- | -------------------------------------------- |
|                                              |                                              |                                              |                                              |                                              |
| År                                           |                                              |                                              | Folkmängd                                    | Areal (ha)                                   |
| 1960                                         | 1960                                         |                                              | 1 781                                        |                                              |
| 1965                                         | 1965                                         |                                              | 1 988                                        |                                              |
| 1970                                         | 1970                                         |                                              | 2 651                                        |                                              |
| 1975                                         | 1975                                         |                                              | 2 660                                        |                                              |
| 1980                                         | 1980                                         |                                              | 2 418                                        |                                              |
| 1990                                         | 1990                                         |                                              | 2 173                                        | 225                                          |
| 1995                                         | 1995                                         |                                              | 1 953                                        | 227                                          |
| 2000                                         | 2000                                         |                                              | 1 790                                        | 227                                          |
| 2005                                         | 2005                                         |                                              | 1 742                                        | 227                                          |
| 2010                                         | 2010                                         |                                              | 1 682                                        | 226                                          |
| 2015                                         | 2015                                         |                                              | 1 904                                        | 245                                          |
| 2020                                         | 2020                                         |                                              | 2 022                                        | 243                                          |
|                                              |                                              |                                              |                                              |                                              |

## Näringsliv
Den gamla Haldafabriken heter i dag Halda Utvecklingscentrum och inhyser bland annat företag som Calmon Stegmotorteknik AB och Reco Market Rawfoodshop.